# Gjern Herred

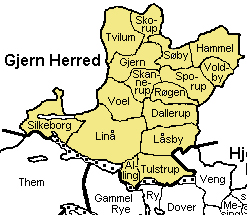
Gjern Herred

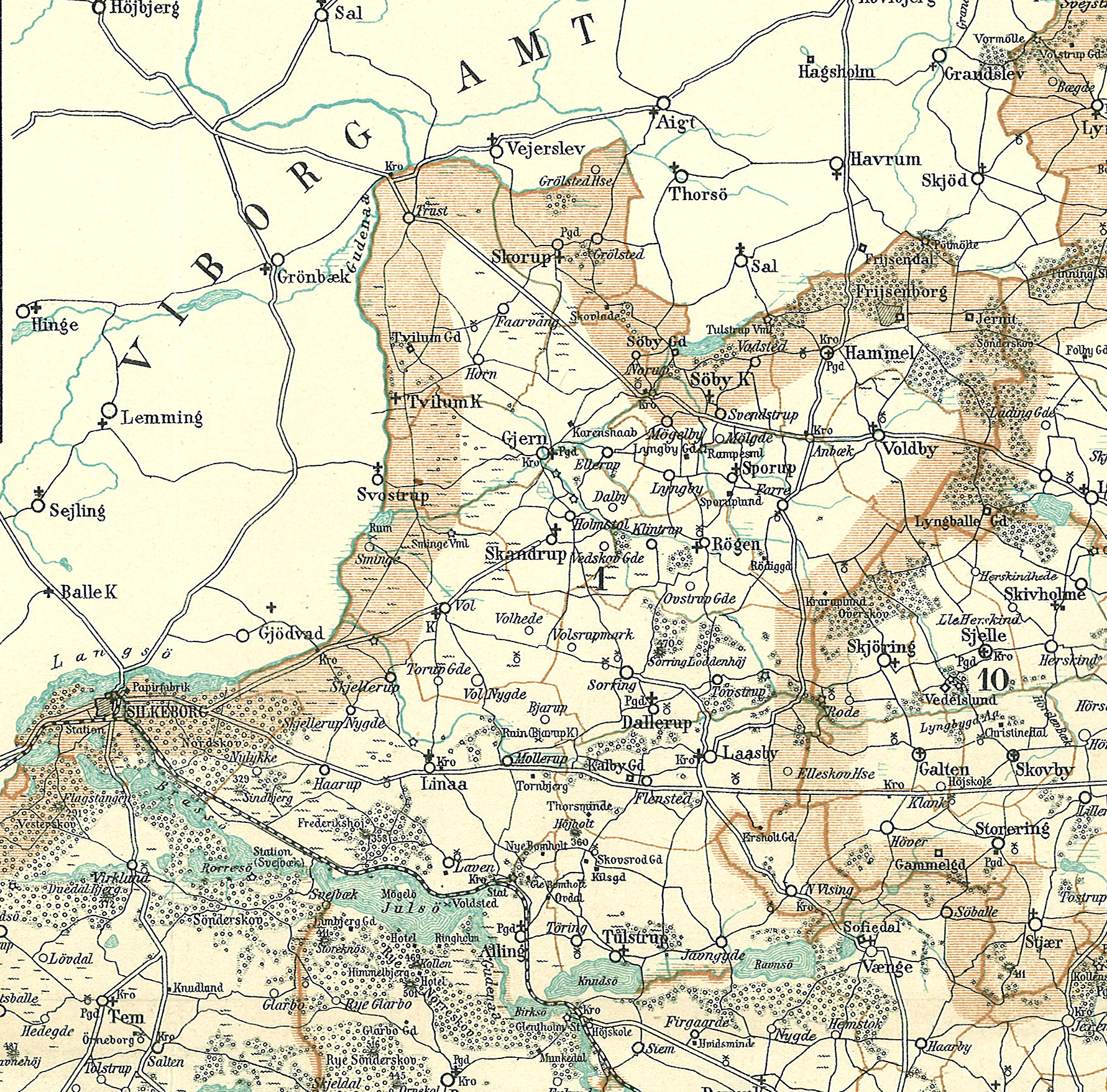
Gjern Herred rond 1900

Gjern Herred was een herred in het voormalige Skanderborg Amt in Denemarken. In Kong Valdemars Jordebog wordt het genoemd als Giærnæhæreth. 

## Parochies
Gjern omvatte 18 parochies. Alle parochies liggen in het bisdom Aarhus.
- Alling
- Dallerup
- Gjern
- Hammel
- Linå
- Låsby
- Mariehøj (niet op de kaart)
- Røgen
- Sejs-Svejbæk (niet op de kaart)
- Silkeborg
- Skannerup
- Skorup
- Sporup
- Søby
- Tulstrup
- Tvilum
- Voel
- Voldby